# Зайцев, Николай Егорович
Николай Егорович Зайцев (род. 23 декабря 1942 года, Орёл, РСФСР, СССР) — советский и российский художник, народный художник Российской Федерации (2012).
Родился 23 декабря 1942 года в Орле.
В 1975 году — окончил Московский художественный институт имени В. И. Сурикова.
С 1975 по 1978 годы — работал в творческих мастерских живописи Академии художеств СССР под руководством Г. М. Коржева и С. П. Ткачева.
В 1977 году — принят в члены Союза художников СССР.
Участник всесоюзных, республиканских и московских выставок.

## Награды
- Народный художник Российской Федерации (2012)[1]
- Заслуженный художник Российской Федерации (1997)[2]